# Palme Dog
Cet article possède un paronyme, voir Palme d'or.

Logo du site officiel.

La Palme Dog, ou Palm Dog, est un prix indépendant remis durant le Festival de Cannes qui récompense depuis 2001 la « meilleure performance canine sur grand écran ».

## Présentation
La « Palm Dog » est un prix créé par le journaliste britannique Toby Rose en 2001, destiné à récompenser la « meilleure performance canine sur grand écran ». C'est un prix d'interprétation parodique à destination du meilleur chien dans un des films de la sélection officielle (en compétition, hors compétition et Un certain regard) ou des sélections parallèles (semaine de la critique et quinzaine des réalisateurs), que le chien soit en chair ou animé. 
Aujourd'hui remis en fin de festival, il est décerné par un jury composé de professionnels du cinéma.  
En 2023, Woopets, media animalier de référence, annonce avoir repris l’événement à son fondateur, Toby Rose.  
Le nom de la récompense est un jeu de mots avec la Palme d'or, la récompense la plus prestigieuse du festival. Le prix se présente sous la forme d'un collier de chien en cuir rouge remis directement à l'animal ou au propriétaire. Dans plusieurs éditions, c'est le réalisateur lui-même qui vient chercher la distinction,,.

## Palmarès
Il est précisé le nom du chien et de sa race.

### Années 2000
- 2001 : Otis[7] (Jack Russel) dans The Anniversary Party[8]
- 2002 : Tâhti[7] dans L'Homme sans passé
- 2003[9] : Moses[7] (chien « à la craie ») dans Dogville
- 2004 : tous les chiens[7] dans Mondovino
  - Mention spéciale : le chien acrobate dans La vie est un miracle
- 2005 : Bruno[7] dans Le Chien jaune de Mongolie
- 2006[10] : Mops[7] (Bouledogue français) dans Marie-Antoinette
  - Prix d'honneur : Schumann (Schnauzer) dans Pingpong
- 2007 : ex æquo
  - Tous les chiens errants[7] dans Ma-Mha
  - Yuki[7] dans Persepolis
- 2008 : Lucy[1] dans Wendy et Lucy
- 2009 : Dug[7] dans Là-haut

### Années 2010
- 2010 : Boss[7] (boxer) dans Tamara Drewe
  - Prix spécial : Vuk (chien de berger) dans Le quattro volte[11]
- 2011 : Uggie[1],[3] (Jack Russell terrier) dans The Artist
- 2012[12],[13] : Banjo et Poppy[7] (fox terrier) dans Touristes
  - Mention spéciale : Billy Bob (Jack Russell) dans Le Grand Soir
- 2013 : Baby Boy[1] (caniche) dans Ma vie avec Liberace
  - Prix spécial : Les chiens dans The Bling Ring[14]
- 2014[15] : Hagen, incarné par Luke et Body[7] dans White God
  - Prix spécial : Roxy () dans Adieu au langage
- 2015 : Lucky[7] (Maltipoo (en)) dans Les Mille et Une Nuits
  - Prix du Jury : Bob (Border collie) dans The Lobster
- 2016[16] : Nellie[1], dans le rôle de Marvin[7] (Bulldog) dans Paterson
- 2017 : Einstein, dans le rôle de Bruno[17] (caniche) dans The Meyerowitz Stories
- 2018 : l'ensemble des chiens (molosses, caniches, chihuahua…)[1],[18] dans Dogman
- 2019 : Brandy[1] (American Staffordshire Terrier)  dans Once Upon a Time… in Hollywood[19].

### Années 2020
- 2021 : Dora, Rosie et Snowbear[20] (Épagneuls Springer anglais)[21] dans The Souvenir Part II.
- 2022 : 
  - Palme Dog : Brit (caniche) dans War Pony (États-Unis)
  - Grand Prix du Jury : Marcel dans Marcel ! (Italie) et Sheepdog dans Godland (Islande)
  - Palm DogManitarian Award : Patron (Jack Russel), chien de l'armée ukrainienne, détecteur d'explosifs, pour son service durant la guerre russo-ukrainienne[22],[23],[24].
- 2023 : 
  - Palme Dog : Messi (border collie) , dans le rôle de Snoop dans Anatomie d'une chute [25]
  - Grand Prix du Jury : Alma, dans le rôle de Chaplin dans Les Feuilles mortes[26]
- 2024 :
  - Palme Dog : Kodi (griffon croisé), dans le rôle de Cosmos dans Le Procès du chien
  - Grand Prix du Jury : Xin (Jack Russell croisée lévrier), dans le rôle d'un chien errant dans Black Dog
- 2025 :
  - Palme Dog : Panda dans Ástin sem eftir er
  - Grand Prix du Jury : Pipa et Lupita dans Sirat